# Rostislas Loukine
 (décembre 2017).
Si vous disposez d'ouvrages ou d'articles de référence ou si vous connaissez des sites web de qualité traitant du thème abordé ici, merci de compléter l'article en donnant les références utiles à sa vérifiabilité et en les liant à la section « Notes et références ».

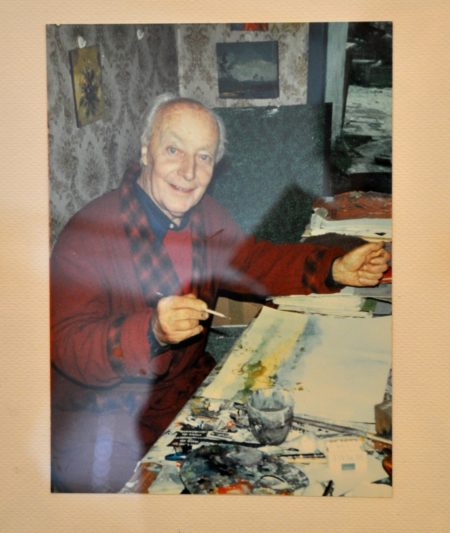

Rostislas Loukine ou Rostislas Lukin (en russe : Ростислаc Владимирович Лукин, Rostislas Vladimirovitch Loukine), né le 29 juillet 1904 à Belgorod, et mort le 14 décembre 1988 à Bar-sur-Aube, est un peintre russe qui émigre à Paris puis à Bruxelles.

## Biographie
Rostislas Loukine est né le 29 juillet 1904 à Belgorod en Russie, Gouvernement de Koursk, au sud-ouest de Moscou, dans une famille plutôt aisée de la noblesse de Saint-Pétersbourg. Rostilas vient habiter, après le divorce de ses parents, avec son père, ingénieur des Chemins de Fer, à Kharkov où il fréquente l'école. Au début de 1920, il se retrouve à Théodosie, en Crimée, et émigre via Odessa vers Constantinople. Il continue son parcours à Prague, en Bulgarie, en Tchécoslovaquie, en Autriche et en Roumanie avant d'arriver à Paris en 1926. C'est là qu'il est initié à la technique des icônes sous la direction de N.V. Globa et d’Ivan Bilibine. L'icone Notre Dame protectrice céleste des Russes à l'étranger est sa première reconnaissance artistique et est exposée au musée de Neuchâtel.
En 1930, Loukine se trouve à Toulon dans la propriété e son oncle, premier président de la république de Crimée et fait la connaissance de Roger de la Fresnaye, célèbre cubiste. C'est à cette époque qu'il fit de la peinture sur porcelaine. En 1974, il put décorer des plats et des assiettes grâce à Monsieur Giberot, artisan potier à Villenauxe (Aube)
Il immigre ensuite à Namur en 1932 et dans la petite ville de Bar-sur-Aube en 1933. Il y devient propriétaire avec l'acquisition d’une petite parcelle arborée sur les hauteurs de Proverville (commune limitrophe de Bar-sur-Aube) à laquelle il donne le nom de « Bogy dar » (Don de Dieu). On aperçoit depuis cette petite propriété aujourd'hui disparue, la ville de Colombey les Deux Églises et sa croix.
D'abord élève de Bastien à Bruxelles, il fut ensuite celui de Rogier à Paris et de Mako à Prague.
En 1935, il fréquente les Beaux-Arts de Paris et Bruxelles et fait la connaissance de Nicolas de Staël et Alain Haustrate à Paris. Il apprend la calligraphie, la peinture japonaise et l'art chinois. Nicolas de Staël, Alain Haustrate et Rostislas Loukine exposeront ensemble à la galerie Dietrich à Bruxelles.
En 1937, il refuse le service militaire imposé aux émigrés politiques et retourne en Belgique. Rostislas Loukine est pacifiste et devient résistant belge. Il doit sa survie à Berthe Groetaers, sa bienfaitrice. Il est naturalisé belge en 1950 en récompense de ses actions bienveillantes vis-à-vis des juifs.
À partir de 1975, sa production est intense, son œuvre est à la fois très variée mais aussi de qualité inégale. Il repart en Turquie en 1978 et participe à son retour, à l'inauguration du musée qui lui est consacré à Arsonval, près de Bar-sur-Aube (18 juin 1978). Il sera sans cesse ballotté entre sa Russie natale et sa cabane de Proverville en France.
En 1987, le cercle Unesco de Troyes le déclare « Amis des Hommes ». Il meurt le 14 décembre 1988 à Bar-sur-Aube et est inhumé à Arsonval.

## Son œuvre
C'est à Théodosie en Crimée où résident ses grands parents qu'il va connaitre le grand peintre russe AIVASOVSKY spécialiste des marines, c'est ainsi qu'il prit ses premières leçons sans le vouloir ! Peintre polyvalent, de l’école flamande à la calligraphie japonaise ou la miniature persane, il admirait les impressionnistes comme Gauguin, Van Gogh, Renoir ou Modigliani.
Son œuvre est très variée: icônes, peintures monochromes, portraits à l’encre de chine et à la gouache, personnages, scènes de vie, moments de vie, personnalités, bouquets de fleurs, natures mortes, thèmes abstraits, saisons, animaux, métiers, ports, bateaux, marines... avec des couleurs vives puisées dans le ciel oriental. Loukine peint sur des supports peu qualitatifs : carton, bois, feuille de journal... L’utilisation majoritaire de la gouache est pour lui un compromis entre le rendu des couleurs et l'investissement pécuniaire en termes de matériel.

Loukine parcourt l’Europe tout au long de sa vie, il apprend plusieurs langues. Stéphane Gaillet souligne dans son livret "60 années de peinture" paru en 1981 l'investissement de Loukine vis-à-vis de la colonie d'émigrés turcs vivant à Bar-sur-Aube. 

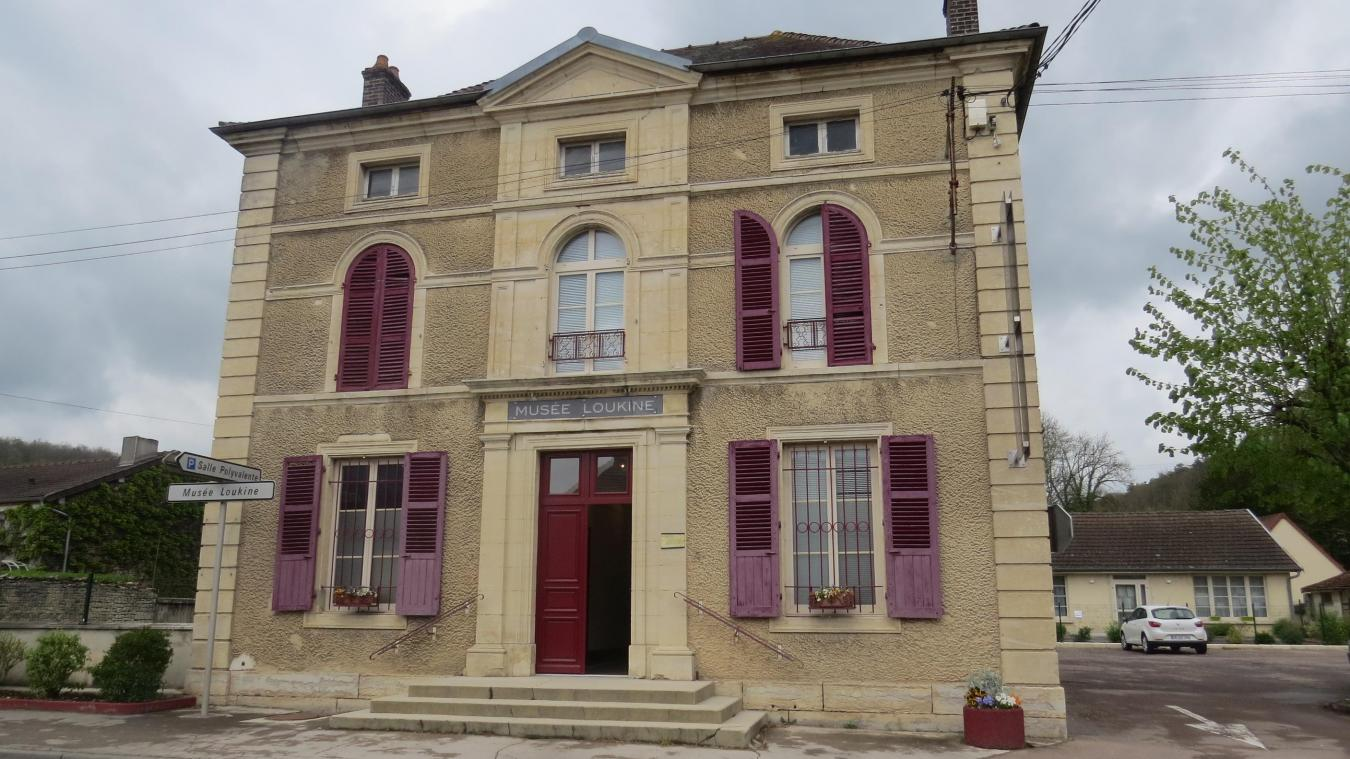
Musée Loukine à Arsonval

En plus de son métier d’artiste peintre, il travaille sur la mythologie de son pays d’origine. Il rédige en 1937 un livre pour comprendre les divinités et croyances russes étranges qui apparaissent fréquemment dans ses œuvres (Baba Yaga par exemple) ainsi que dans de nombreuses autres œuvres d'auteurs russes : Pouchkine, Gogol, Tourgueniev, Tolstoï…
Rostislas Loukine met en dessin les Fables de la Fontaine. La ville de Bar-sur-Aube possédant la plus grande partie de ce fonds dédié à la Fontaine, a participé à l’édition d’un ouvrage en 1994 (série limitée à 250 exemplaires).
Son œuvre plus ciblée sur les thèmes religieux et bibliques s’observe dans de nombreuses endroits en France : églises d'Arsonval (Aube), de Couvignon (Aube), Proverville (Aube), Bayel (Aube), Arrentières (Aube), Bar sur Aube (Aube), Dolancourt (Aube), Meurville (Aube), Amance (Aube), Colombey-les-deux-Églises (Haute-Marne), Église Russe (rue d'Odessa à Paris), Église Russe à Toulon, cimetière russe à Mourmelon (Marne), église de Toulon, église à Bilsen (Allemagne).
Loukine est à l'origine de l’icône : Notre Dame Protectrice Céleste de la Russie au-delà des Frontières dont des exemplaires sont notamment exposés au musée d'Arsonval en France, à Uccle en Belgique, au musée de Neufchâtel et à Éphèse en Turquie.Cette icône a été reproduite à des centaines de milliers d'exemplaires et répandue dans de nombreux pays.
Autres musées disposant de quelques œuvres : musée de Troyes (Aube), Boulogne-sur-Mer (Pas-de-Calais), Musée d'Art décoratif du Louvre (avec l’icône de Saint Antoine-le-Romain), Maison communale de Charmes (Vosges), musée de Morasvska Trebora en Tchécoslovaquie et le musée de Prague (musée Karasek), musée d'Ixelles (Belgique), musée folklorique de Namur (Belgique), au Congo à Léopoldville.
L'ensemble de sa production va des pièces les plus modestes (5×6 cm pour la plus petite) jusqu’à de monumentales représentations atteignant les 3 mètres. Travailleurs infatigable, il peint chaque jour et quelquefois plusieurs tableaux dans la même journée : sa production est estimée à plusieurs milliers d’œuvres. 
Loukine a créé des décors de théâtre, des panneaux décoratifs, maquettes et costumes
Sa devise : « Mettre l’Art à la portée de tous, dans chaque maison ».

"Russe de naissance, Belge de nationalité, Turc de cœur, Français d'adoption" 

## Hommage
- En 1937, Henri de Thiers écrivait : « Beaucoup d’émigrés russes ont certes soufferts autant et plus que lui, mais combien d’entre eux ont pu et ont su, à travers les pires difficultés, maintenir leur idéal et se maintenir digne de lui ? ».

- le 1er mai 1937, Philippe de Brouwer écrivait à Namur : "la vie et la réussite de cet artiste sont une preuve de la réalité de sa vocation".

- Exposition du peintre à Boulogne-sur-Mer du 20 juillet au 14 septembre 1969 (Musée des Beaux-Arts et d'Archéologie)

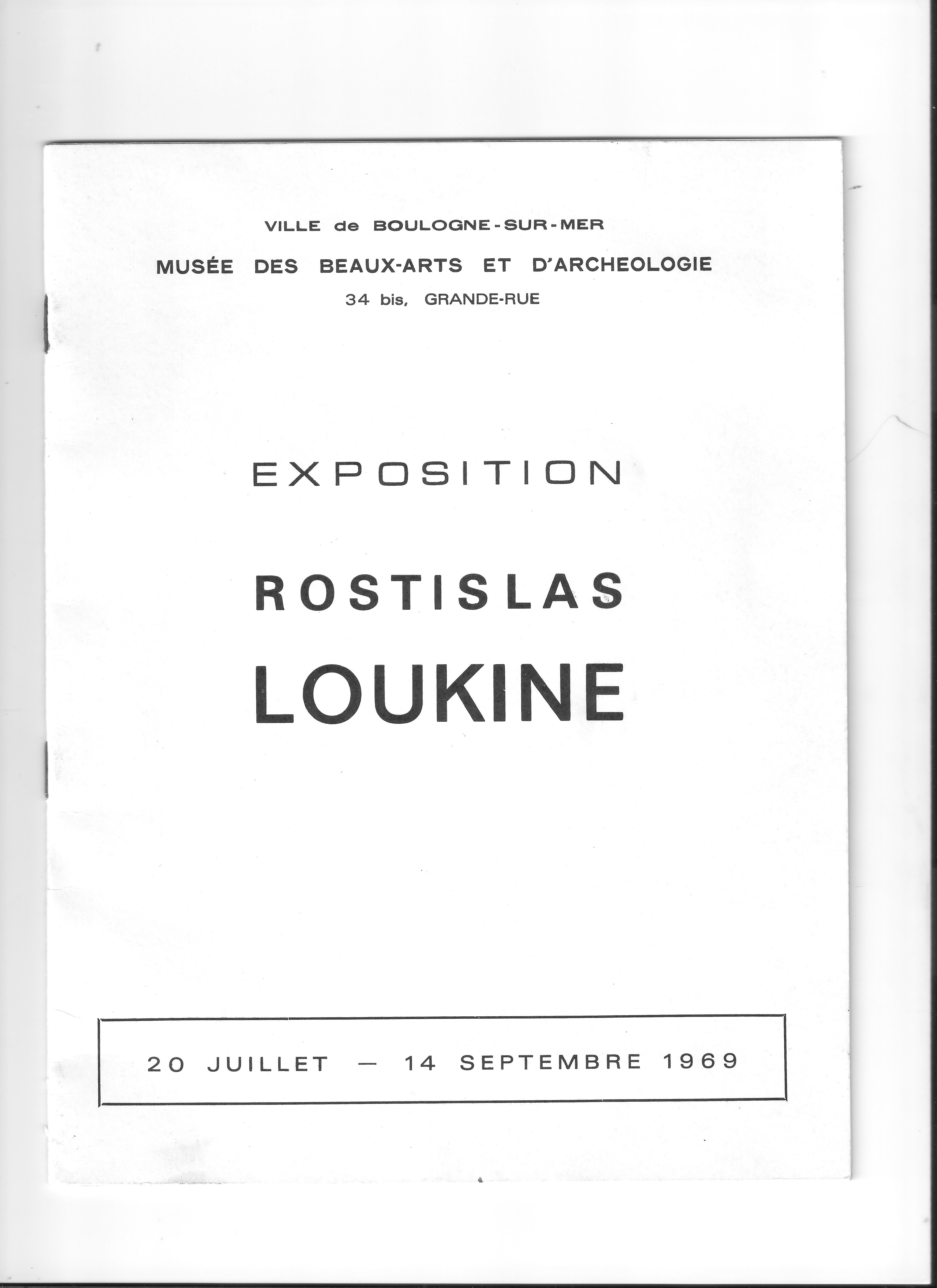
Livret Exposition Boulogne-sur-Mer 1969

- Le 18 juin 1978, ouverture du musée Loukine à Arsonval[6].

- Le photographe Christian Renaut lui consacre un article sur son blog[7].
- Marcel Roy écrit en 1963 dans le livre Le Patrimoine artistique louviérois : "Le peintre Loukine a prodigué les plus riches couleurs de sa palette en une harmonie aussi savante que hardie". Il conclut son article par cette phrase : "Loukine, un nom à retenir"
- Dans le journal L'Est Éclair du 6 sept 1968, Georges Toussaint écrit : "il existe incontestablement un style Loukine qui est une transcription de sa personnalité".
- Dans le journal Libération-Champagne du 30 septembre 1968 : "Loukine, gouachiste de grand talent prend de plus en plus d'audience auprès des amateurs d'art".
- Dans le journal L'Independance (Narbonne) du 2 mai 1969 : "les gouaches exposées sont parmi les plus dépouillées et poétiques.
- En préface de son livre, Jean Claude Czmara écrit : "Le propre de Rostislas Loukine, c'est précisément de ne se cantonner dans aucun genre, de ne se reposer dans aucune manière, de ne se satisfaire d'aucun style. Son art est une perpétuelle conquête, un perpétuel effort vers une vérité d'autant plus séduisante qu'on la sait toujours imparfaite."